# Frans Feij
Franciscus Maria (Frans) Feij (Echt, 6 mei 1926 - Roermond, 20 november 2010) was een Nederlands burgemeester en politicus, aanvankelijk voor de KVP en vanaf 1971 voor de VVD. Zijn loopbaan begon hij als gemeente-ambtenaar in Stevensweert en Geleen.
In mei 1961 werd hij burgemeester van Vlodrop en tevens burgemeester van de naastgelegen gemeente Melick en Herkenbosch. Daarna was hij van 1979 tot 1984 burgemeester van Venlo en aansluitend was hij tot 1990 burgemeester van Breda.
Naast zijn burgemeesterschap was hij lid van de Provinciale Staten van Limburg, van 3 juli 1962 tot 5 juli 1966. Hij was daarna lid van de Eerste Kamer van 17 september 1974 tot en met 22 juni 1987.
Van december 1989 tot in 1994 vervulde hij een bestuursfunctie bij de werkgevers in het wegtransport.
- Biografisch Portaal: 23228964
- Parlement.com: vg09llgk83cd